# Gerichtsbezirk Gänserndorf
Der Gerichtsbezirk Gänserndorf ist einer von 24 Gerichtsbezirken in Niederösterreich und deckungsgleich mit dem Bezirk Gänserndorf. Der übergeordnete Gerichtshof ist das Landesgericht Korneuburg.

## Gemeinden
Einwohner: Stand 1. Jänner 2024

### Städte
- Deutsch-Wagram (9223)
- Gänserndorf (12.133)
- Groß-Enzersdorf (12.082)
- Marchegg (3104)
- Strasshof an der Nordbahn (12.006)
- Zistersdorf (5456)

### Marktgemeinden
- Auersthal (1988)
- Drösing (1147)
- Dürnkrut (2239)
- Ebenthal (906)
- Engelhartstetten (2184)
- Groß-Schweinbarth (1360)
- Hohenau an der March (2793)
- Hohenruppersdorf (958)
- Jedenspeigen (1135)
- Lassee (3027)
- Leopoldsdorf im Marchfeld (3018)
- Matzen-Raggendorf (2967)
- Neusiedl an der Zaya (1242)
- Obersiebenbrunn (1775)
- Orth an der Donau (2211)
- Palterndorf-Dobermannsdorf (1325)
- Prottes (1461)
- Ringelsdorf-Niederabsdorf (1283)
- Schönkirchen-Reyersdorf (2008)
- Spannberg (983)
- Sulz im Weinviertel (1233)
- Weikendorf (2062)

### Gemeinden
- Aderklaa (226)
- Andlersdorf (170)
- Angern an der March (3511)
- Bad Pirawarth (1756)
- Eckartsau (1331)
- Glinzendorf (357)
- Großhofen (100)
- Haringsee (1162)
- Hauskirchen (1299)
- Mannsdorf an der Donau (336)
- Markgrafneusiedl (909)
- Parbasdorf (167)
- Raasdorf (719)
- Untersiebenbrunn (1791)
- Velm-Götzendorf (779)
- Weiden an der March (1017)

## Geschichte
Am 1. Jänner 2013 wurde der Gerichtsbezirk Zistersdorf aufgelöst werden und die Gemeinden Drösing, Dürnkrut, Ebenthal, Hauskirchen, Hohenau an der March, Hohenruppersdorf, Jedenspeigen, Neusiedl an der Zaya, Palterndorf-Dobermannsdorf, Ringelsdorf-Niederabsdorf, Spannberg, Sulz im Weinviertel, Velm-Götzendorf und Zistersdorf wurden dem Gerichtsbezirk Gänserndorf zugewiesen.